# Гартекамп

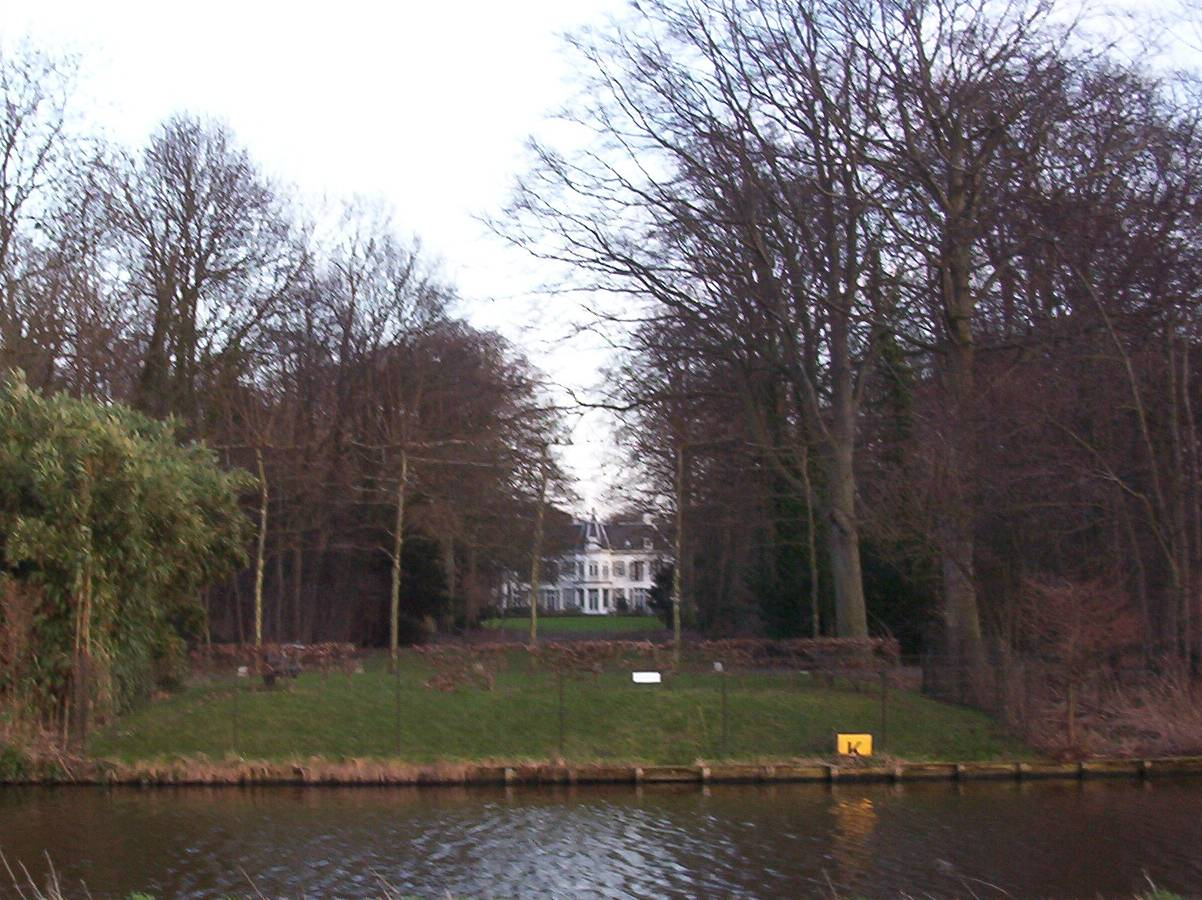
Вид на усадьбу со стороны Leidse trekvaart — канала Лейден-Харлем

Гартекамп, также Хартекамп (нидерл. Hartekamp) — загородная усадьба в Нидерландах в окрестностях города Хемстеде, имеет статус национального достояния. Прославилась в XVIII веке, когда принадлежала банкирам Клиффордам, особенно после того, как здесь работал знаменитый шведский натуралист Карл Линней, описавший сад усадьбы и ботанические коллекции в своей работе Hortus Cliffortianus («Сад Клиффорда»).
Сейчас в Гартекампе находится учреждение по оказанию помощи лицам с ограниченными умственными возможностями; сад открыт для свободного посещения.

## История усадьбы
Усадьба была построена в 1693 года Якобом Хинлопеном (Jacob F. Hinlopen, 1648—1709), который сделал состояние, будучи ответственным за почтовое сообщение между Амстердамом и Антверпеном. Также при Хинлопене были заложены сад и оранжерея. После смерти Хинлопена усадьба была куплена Джорджем Клиффордом-старшим.

### Клиффорды и Линней
Расцвет Гартекампа пришёлся на XVIII век (с 1709 по 1788 год), на тот период, когда усадьба принадлежала семейству Клиффордов — сначала Джорджу Клиффорду-старшему (1657—1727), затем его знаменитому сыну-банкиру Джорджу Клиффорду-младшему (1685—1760), а затем его сыну Питеру (1712—1788).

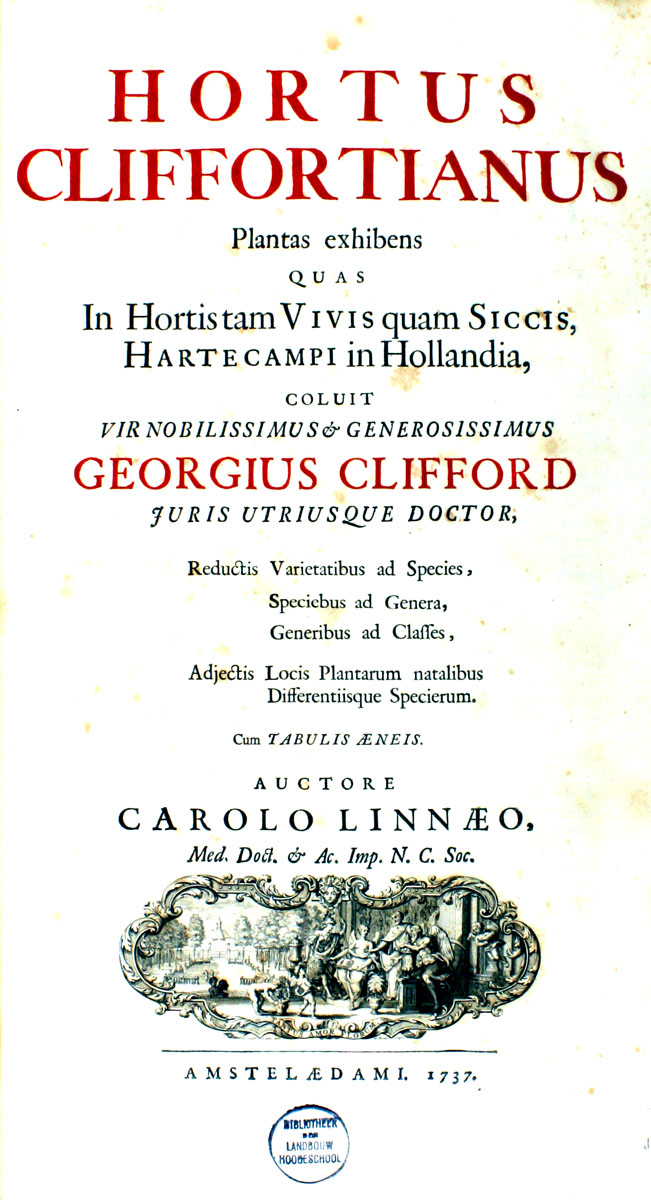
Титульный лист работы Карла Линнея Hortus Cliffortianus

Джордж Клиффорд-младший был банкиром, бургомистром Амстердама, одним из директоров голландской Ост-Индской компании, а также известным ботаником-любителем. Он использовал Гартекамп как свой загородный летний дом; сад он значительно обогатил растениями, которые ему привозили во всего мира. Клиффорд построил в саду четыре оранжереи, в которых росли экзотические растения. В 1735 году Джордж Клиффорд познакомился с шведским натуралистом Карлом Линнеем (1707—1778), который приехал в Голландию для защиты диплома доктора медицины, а после защиты работал у известного ботаника Йоханнеса Бурмана в Амстердаме. 13 августа 1735 года Бурман с Линнеем посетили Гартекамп. Клиффорд, познакомившись с молодым Линнеем, был им восхищён — и захотел, чтобы тот стал его личным врачом, а также осмотрел и описал его обширные коллекции. Линней начал работу в Гартекампе 24 сентября того же года. Результатом работы Линнея стал труд Hortus Cliffortianus, первое и единственное издание которого появилось в 1738 году под заголовком Plantas exhibens quas in Hortis vivis quam siccis, Hartecampi in Hollandia coluit vir nobilissimus et generosissimus Georgius Clifford juris utriusque doctor reductis varietatibus as species, specibus as genera, generibus as classes, adiectis locis plantarum natalibus differentiisque specierum in Amsterdam. В книге на латинском языке описаны обширные гербарные коллекции Клиффорда, а также растения из его сада, проиллюстрирована книга гравюрами по рисункам Георга Эрета.

### После Клиффордов
В 1772 году, во время финансового кризиса, Клиффорд, как и многие другие банкиры в Амстердаме, обанкротился; в 1788 году Гартекамп был продан.
Новый период процветания Гартекампа пришёлся на период с 1921 года по конец Второй мировой войны, когда его владелицей была Каталина фон Паннвиц-Рот (1876—1959), известная своей коллекцией античного искусства, вдова Вальтера фон Паннвица, юриста, писателя и коллекционера. Среди тех, кто посещал усадьбу в этот период, были бывший германский император Вильгельм II, голландский принц Бернард Липпе-Бистерфельдский, а также рейхсмаршал Германии Герман Геринг (при содействии которого, после продажи ему госпожой фон Паннвиц некоторых ценных экспонатов, во время немецкой оккупации Голландии в усадьбе не были размещены войска).
В 1952 году усадьба была куплена католической конгрегацией «Братья кающиеся» (лат. Congregatio Fratrum Poenitentium St.-Francisci). С этого года в Гартекампе находится учреждение по оказанию помощи лицам с ограниченными умственными возможностями.

## Современное состояние сада
Карл Линней, занимаясь инвентаризацией сада Клиффорда, описал 1251 вид живых растений в теплицах, садах и лесах, находившихся на территории усадьбы. В 2006 году во время инвентаризации в Гартекампе было выявлено лишь 250 видов живых растений.